# Дружный (Черноземельский район)
Дружный — посёлок в Черноземельском районе Калмыкии, в составе Ачинеровского сельского муниципального образования. Расположен к югу от озера Светлое примерно в 18 км к востоку от посёлка Ачинеры.

## История
Впервые обозначен на топографической карте 1984 года. Предположительно основан во второй половине XX века. К 1989 году население посёлка составило около 290 жителей.

## Население
| 2002 | 2010 |
| ---- | ---- |
| 84   | ↗85  |

Национальный состав
Согласно результатам переписи 2002 года большинство населения посёлка составляли калмыки (28 %) и казахи (35 %)